# Sculpture sur pierre

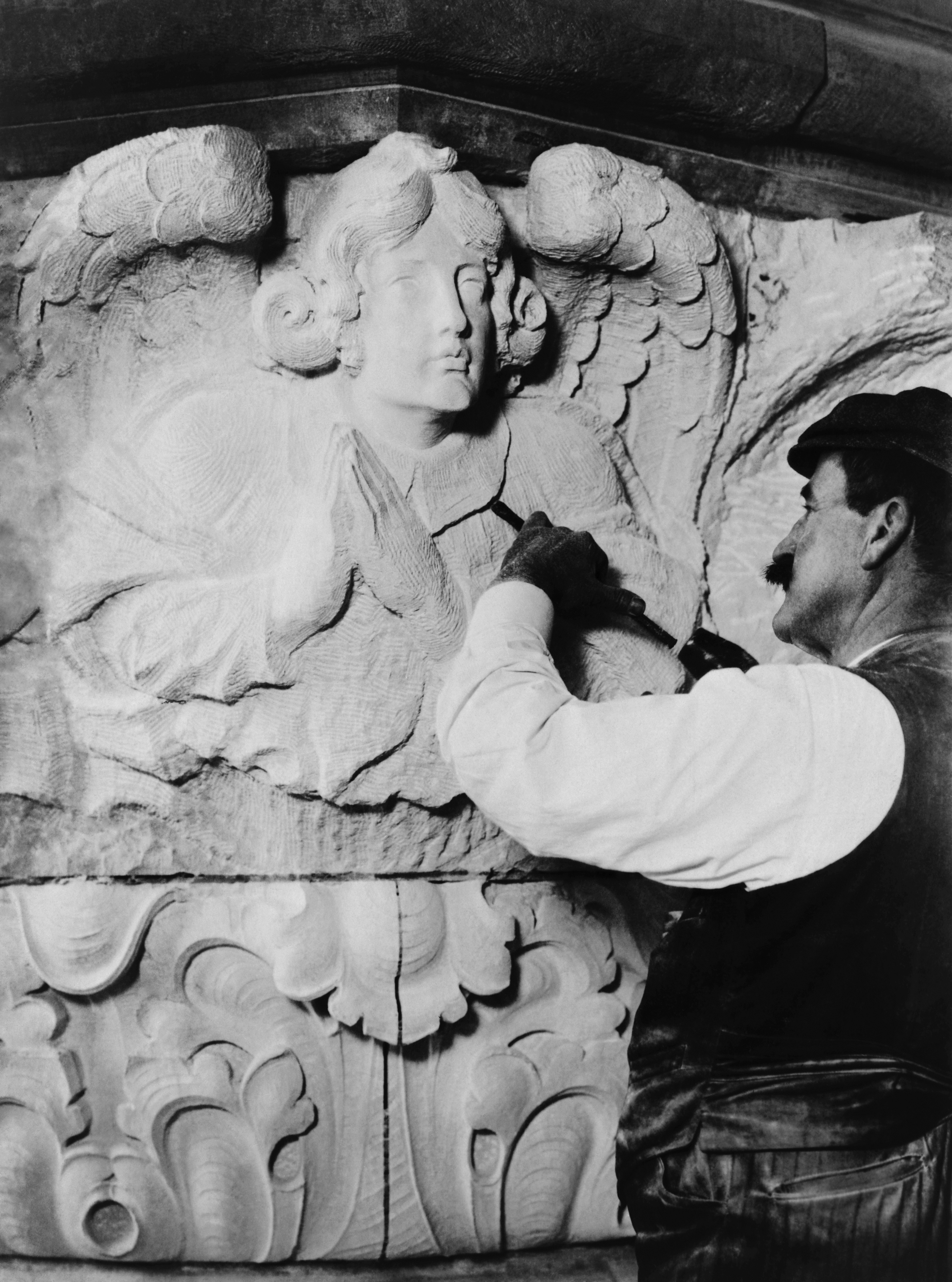
Un sculpteur sur pierre au travail dans la Cathédrale Saint-Jean le Divin de New York, 1909.

La sculpture sur pierre est une activité ancienne consistant à façonner des morceaux de pierres ou de roches brutes par l'élimination contrôlée de matériau, c'est l'acte de mise en forme artistique de la pierre.
La sculpture sur pierre est une technique particulière de sculpture en ce qu'elle désigne un mode de fabrication d'une œuvre différente du modelage en argile ou en fonte. Le terme ne doit pas être confondu avec l'activité des tailleurs de pierre qui façonnent des blocs de pierre destinés à la sculpture mais aussi à l'architecture, le bâtiment ou le génie civil. C'est aussi une expression utilisée par les archéologues, les historiens et anthropologues pour décrire la fabrication des pétroglyphe.
On distingue parfois deux types de sculpture sur pierre :
- celle consistant à façonner une roche directement là où elle se trouve
- celle, beaucoup plus répandue de nos jours, reposant sur le travail d'un bloc de pierre préalablement extrait d'une carrière.

## Histoire

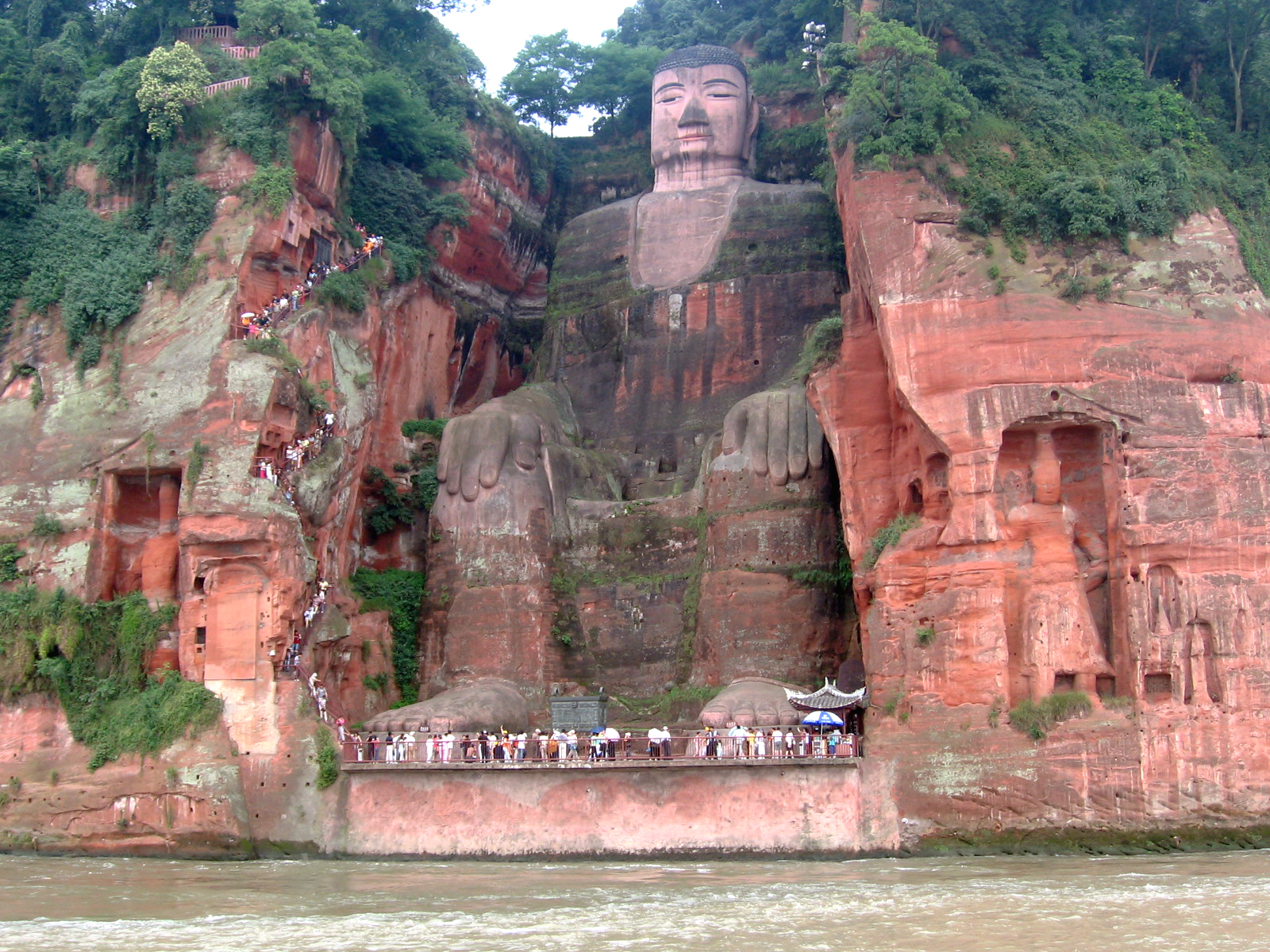
Le Grand Bouddha de Leshan dans la province du Sichuan en Chine. Datant de la dynastie Tang, c'est la plus grande sculpture d'un Bouddha sur pierre dans le monde.

Les plus anciennes formes d'art connues sont les sculptures sur pierre. Au départ, elles étaient souvent directement sculptées dans la roche comme les pétroglyphe du Néolithique, mais on trouve tout de même quelques sculptures préhistoriques "indépendantes", comme les Vénus paléolithiques taillées dans du tuf volcanique ou du calcaire. La technique utilisée pour ces premiers exemples de sculpture sur pierre consistait généralement à frapper ou gratter une pierre tendre avec une autre plus dure ou parfois avec d'autres matériaux résistants comme le bois.

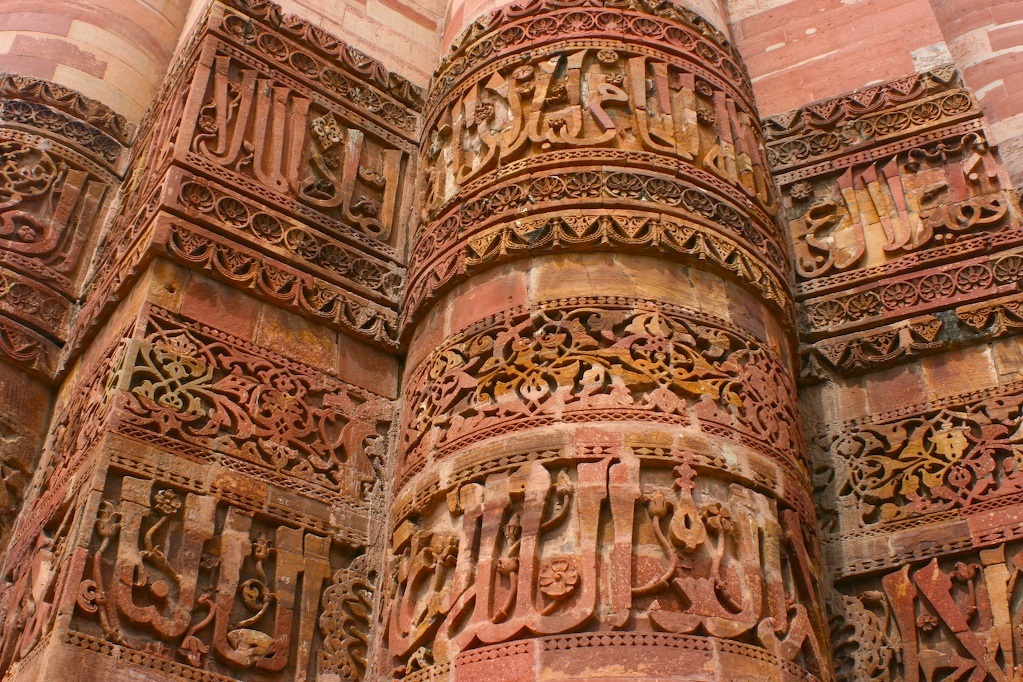
Bas-reliefs sur le minaret de Qûtb Minâr à Delhi en Inde

Avant la découverte de l'acier, toutes les sculptures sur pierre étaient fabriquées en utilisant une technique d'abrasion, après avoir découpé grossièrement un bloc de pierre au moyen d'un marteau. La principale raison est que le bronze, qui était le métal le plus dur disponible jusqu'à l'arrivée de l'acier, n'était pas suffisamment solide. Les Grecs de l'Antiquité utilisaient la malléabilité du bronze pour piéger les petits granules de carbure de silicium, que l'on trouve à l'état naturel sur l'île de Milos, faisant ainsi une lime très efficace pour sculpter la pierre.
Le développement du fer a rendu possible la création d'outils destinés à la sculpture de la pierre, comme les ciseaux, les perceuses et les scies fabriqués à partir de l'acier, qui pouvaient être endurcis pour devenir assez durs pour découper la pierre sans se déformer.
Depuis lors, les outils utilisés pour la sculpture sur pierre ont assez peu évolué. Les techniques modernes et industrielles reposent toujours sur le principe de l'abrasion, mais elles le font seulement à un rythme sensiblement plus rapide avec des procédés tels que le découpage au jet d'eau, au laser ou au diamant.

## Le processus de sculpture sur pierre
Avant de pouvoir être utilisées pour la sculpture, les pierres ont généralement subi plusieurs traitements. Sauf lorsque la sculpture est réalisée à même la roche, la pierre doit d'abord être extraite d'une carrière puis elle est taillée (voir Taille de pierre) pour former des blocs sur lesquels travailleront les sculpteurs.
Certains sculpteurs vont alors directement travailler sur ce bloc, sans modèle, en créant une forme ou une figure à partir de zéro, avec seulement en tête une ligne directrice et en faisant quelques croquis sur le bloc de pierre. D'autre préfèreront créer un exemplaire en argile ou en cire avant de s'attaquer à la sculpture de la pierre elle-même.

### Le choix de la pierre

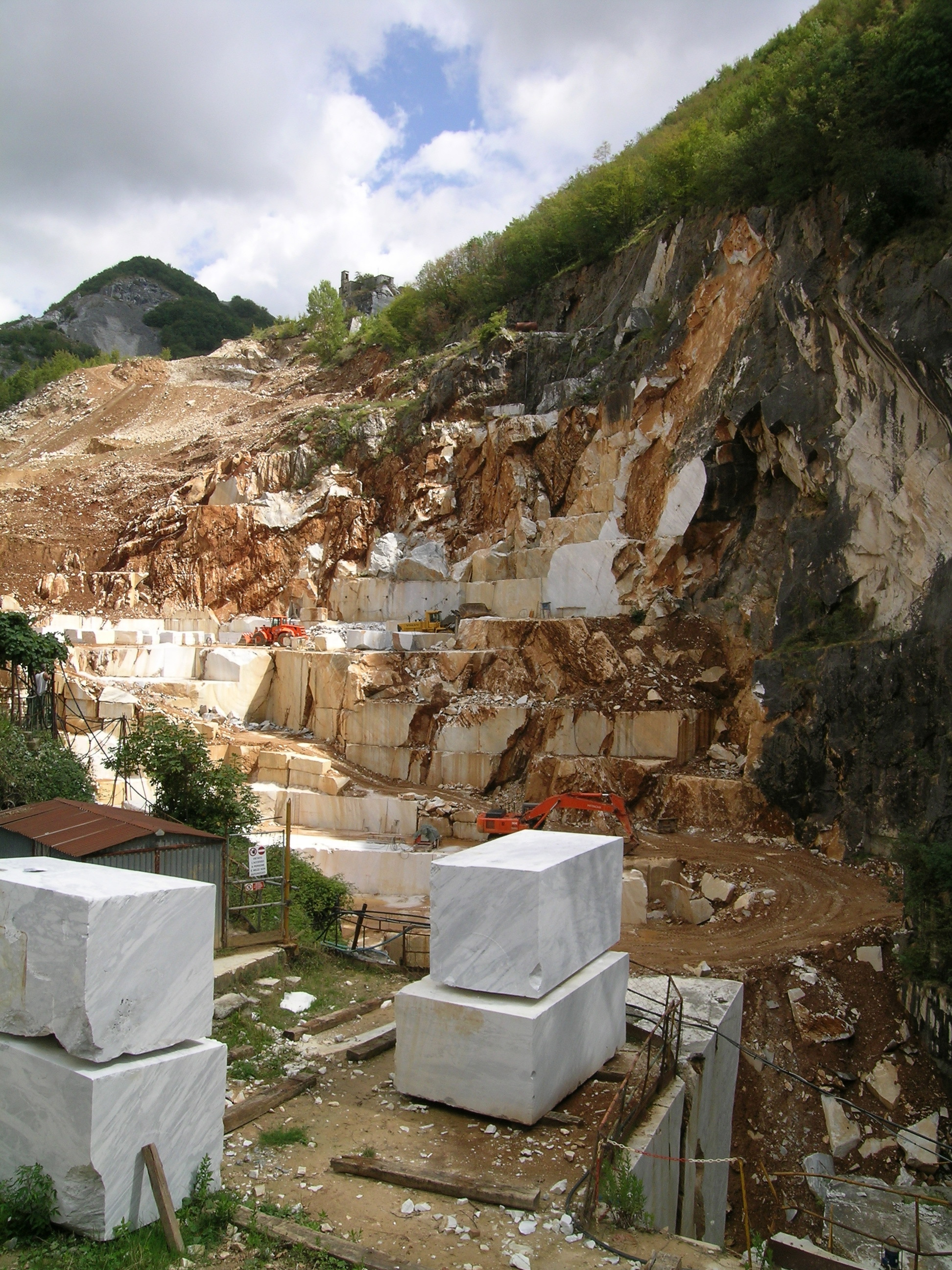
Carrière de marbre à Carrare.

La première étape consiste pour le sculpteur à bien choisir sa pierre. La pierre idéale est celle qui n'a pas ou a peu de fissures afin qu'elle ne risque pas d'éclater. Le choix de l'artiste est également lié au type de pierre sur laquelle il souhaite travailler. Elle peut être tendre ou dure selon qu'il choisira du calcaire, du grès, du plâtre, du granit, de basalte ou du marbre.
Certains artistes utilisent la pierre elle-même comme source d'inspiration. L'artiste de la Renaissance Michel-Ange affirmait ainsi que son travail consistait à « libérer la forme humaine emprisonnée à l'intérieur du bloc ».
Les pierres tendres comme la craie, la pierre à savon, la pierre ponce et le tuf peuvent être facilement être taillées avec des objets découverts dans la nature, tels que de la pierre, du bois, voire avec les ongles. Le calcaire et le marbre peuvent être travaillés en utilisant des abrasifs et des outils en fer simple. En revanche, le granit, le basalte et certaines roches métamorphiques sont difficiles à sculpter, même avec des outils en fer ou en acier. Les pierres précieuses et semi-précieuses peuvent également être sculptées dans des formes délicates pour des bijoux ou des objets plus volumineux, avant d'être polies.

### L'ébauche

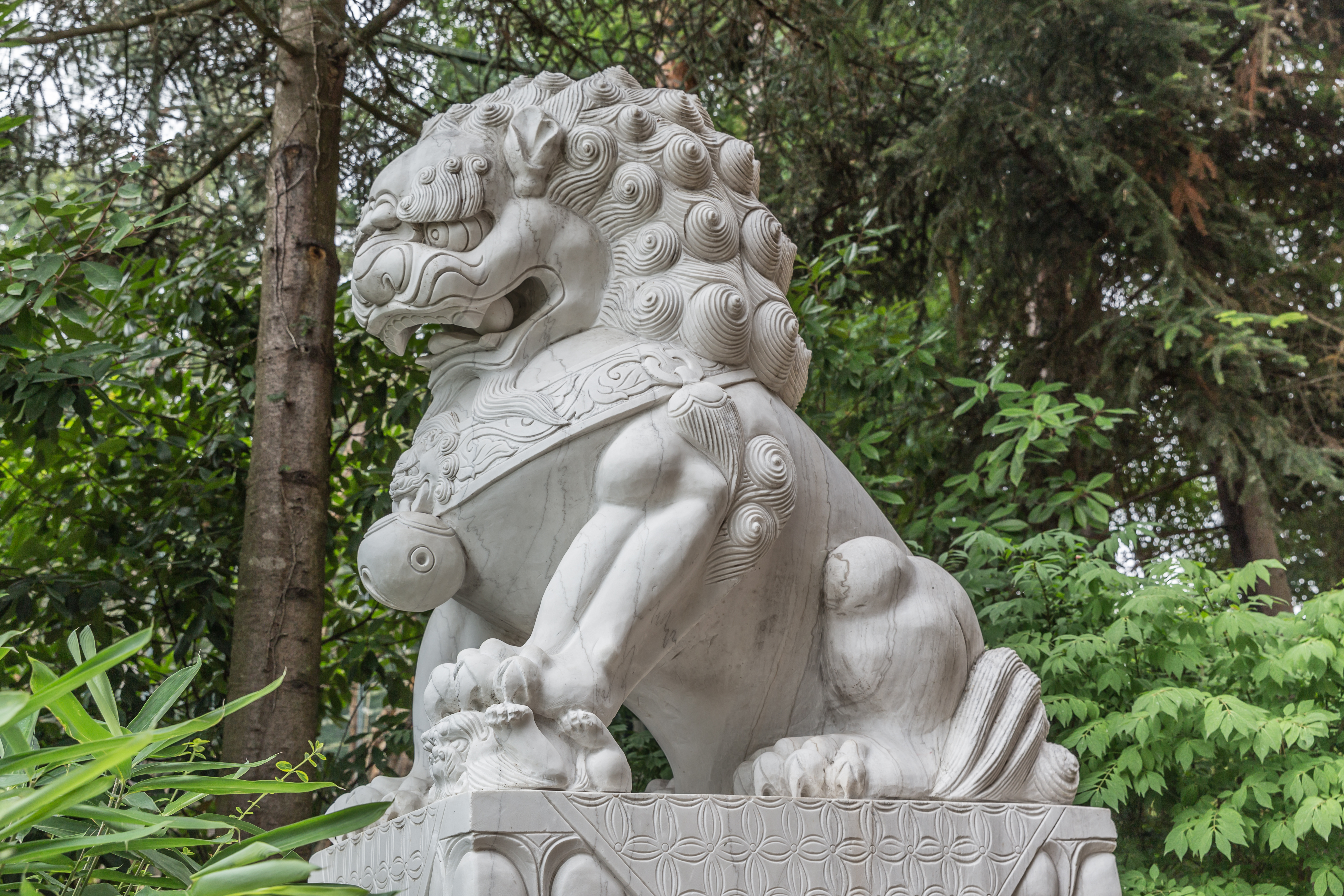
Statue en marbre au ZooParc de Beauval à Saint-Aignan-sur-Cher, France.

Le sculpteur commence habituellement en s'attaquant aux grandes portions du bloc de pierre non désirées. Pour cela, il va utiliser un ciseau à pierre, un burin ou une pointerolle qui se composent d'un long morceau d'acier avec une pointe à une extrémité et une surface de frappe large de l'autre. Le sculpteur choisit également un maillet qui est souvent un marteau avec une large tête en forme de tonneau.
Le sculpteur pose la pointe en acier contre la partie de la pierre qu'il souhaite enlever et il frappe ensuite avec le maillet de manière contrôlée. Il doit en effet faire particulièrement attention car la plus petite erreur de calcul peut endommager la pierre. La plupart des sculpteurs travaillent en rythme, en tournant l'outil à chaque coup, afin que la pierre soit éliminée rapidement et longuement.

### Le raffinage

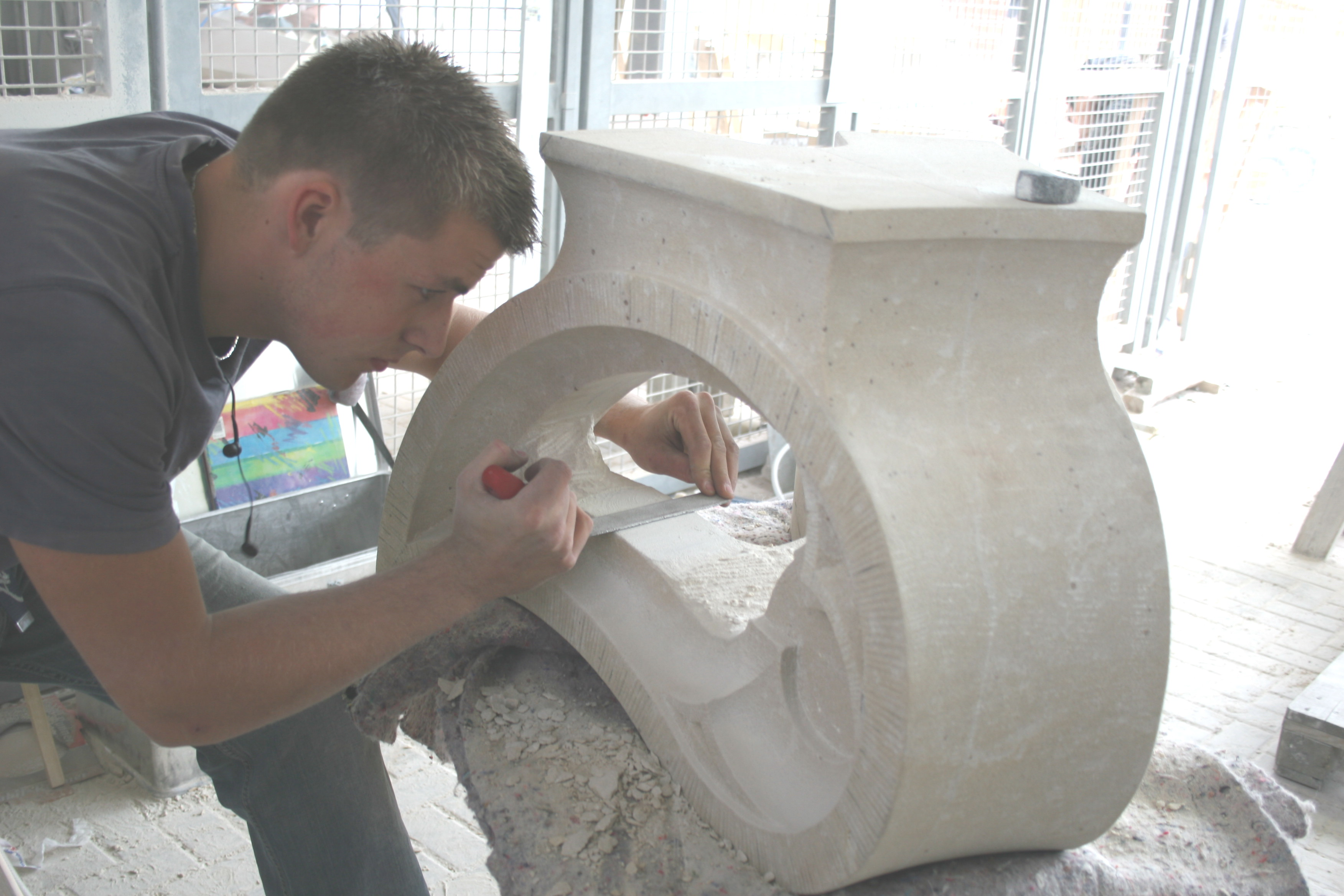
Le raffinage

Une fois la forme générale de la sculpture déterminée, le sculpteur utilise d'autres outils pour affiner la silhouette tels qu'un ciseau à dents (gradine) ou une gouge qui créent des lignes parallèles dans la pierre. Ces outils sont généralement utilisés pour ajouter de la texture à la sculpture. Un artiste peut tracer des lignes spécifiques en utilisant des calibres pour mesurer la surface de pierre à traiter, et en marquant la zone d'enlèvement au crayon, au fusain ou à la craie.

### Les étapes finales
Lorsque le sculpteur a changé le bloc de pierre brut pour donner à son œuvre sa forme générale, il utilise alors une râpe ou un rifloir pour améliorer la sculpture et lui donner sa forme définitive. Le sculpteur utilise la râpe pour enlever les excès de pierre sous forme de petits copeaux ou de poussière. Le rifloir est plutôt utilisé pour créer des détails tels que les plis des vêtements ou les mèches de cheveux.
L'étape finale du processus est le polissage. Du papier de verre ou de la pierre d'émeri plus dure peuvent être utilisés. Cette abrasion ou usure fait ressortir la couleur de la pierre, révèle des motifs dans la surface et ajoute du lustre. De l'étain et des oxydes de fer sont également fréquemment utilisés pour donner à la pierre un aspect extérieur très réfléchissant.

## Les outils utilisés
Il existe trois grandes catégories d'outils utilisés pour la sculpture sur pierre :
- les outils de percussions, tels que les maillets, masses, haches et marteaux ;
- les outils de façonnage, pour donner à un bloc de pierre la taille et la forme voulue. On trouve notamment les gradines, pointerolles, ciseaux, chasses ou taillants ;
- les outils d'abrasion, tels que les râpes, limes, blocs de carborundum, perceuses scies...

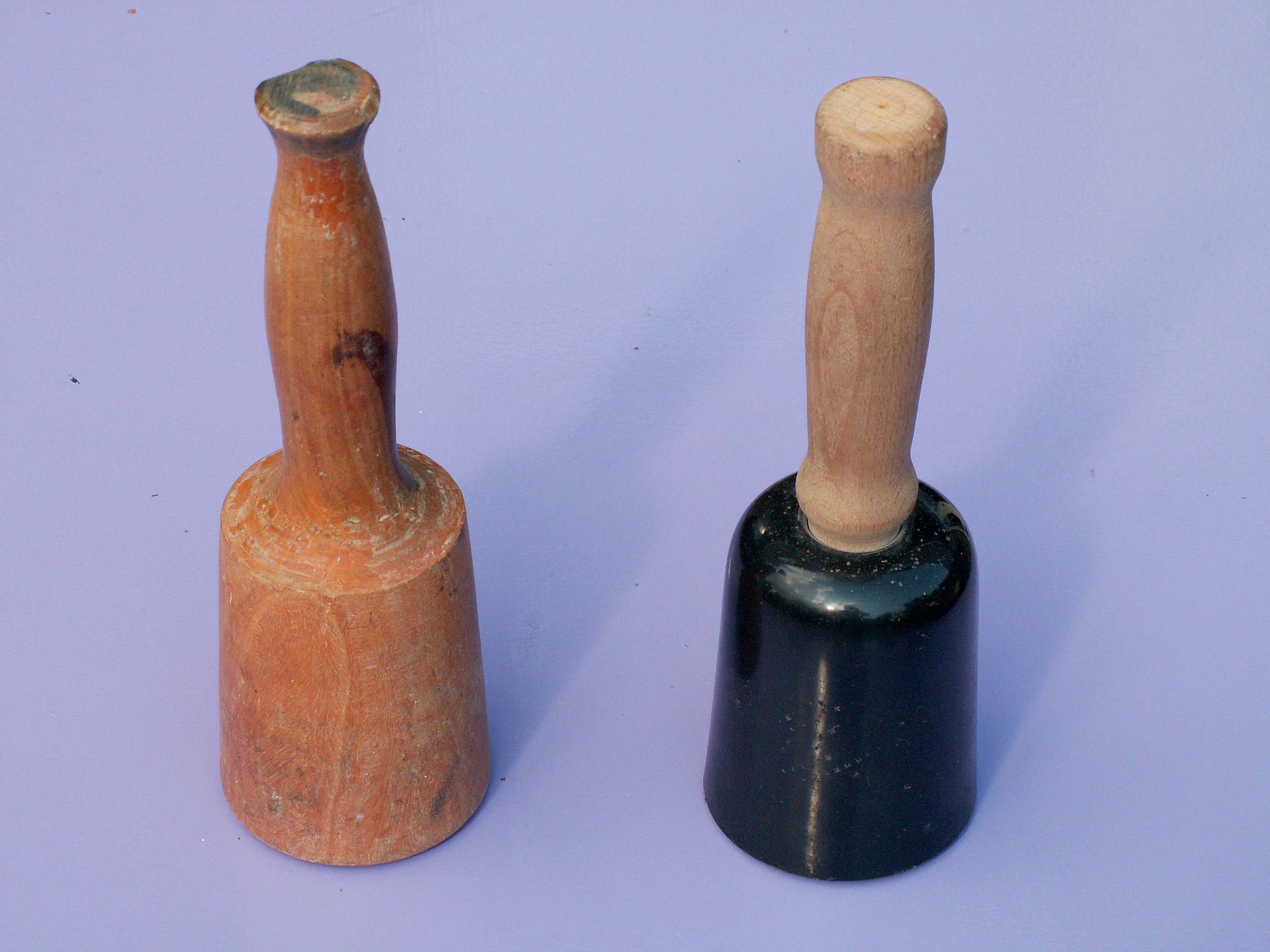
Maillets
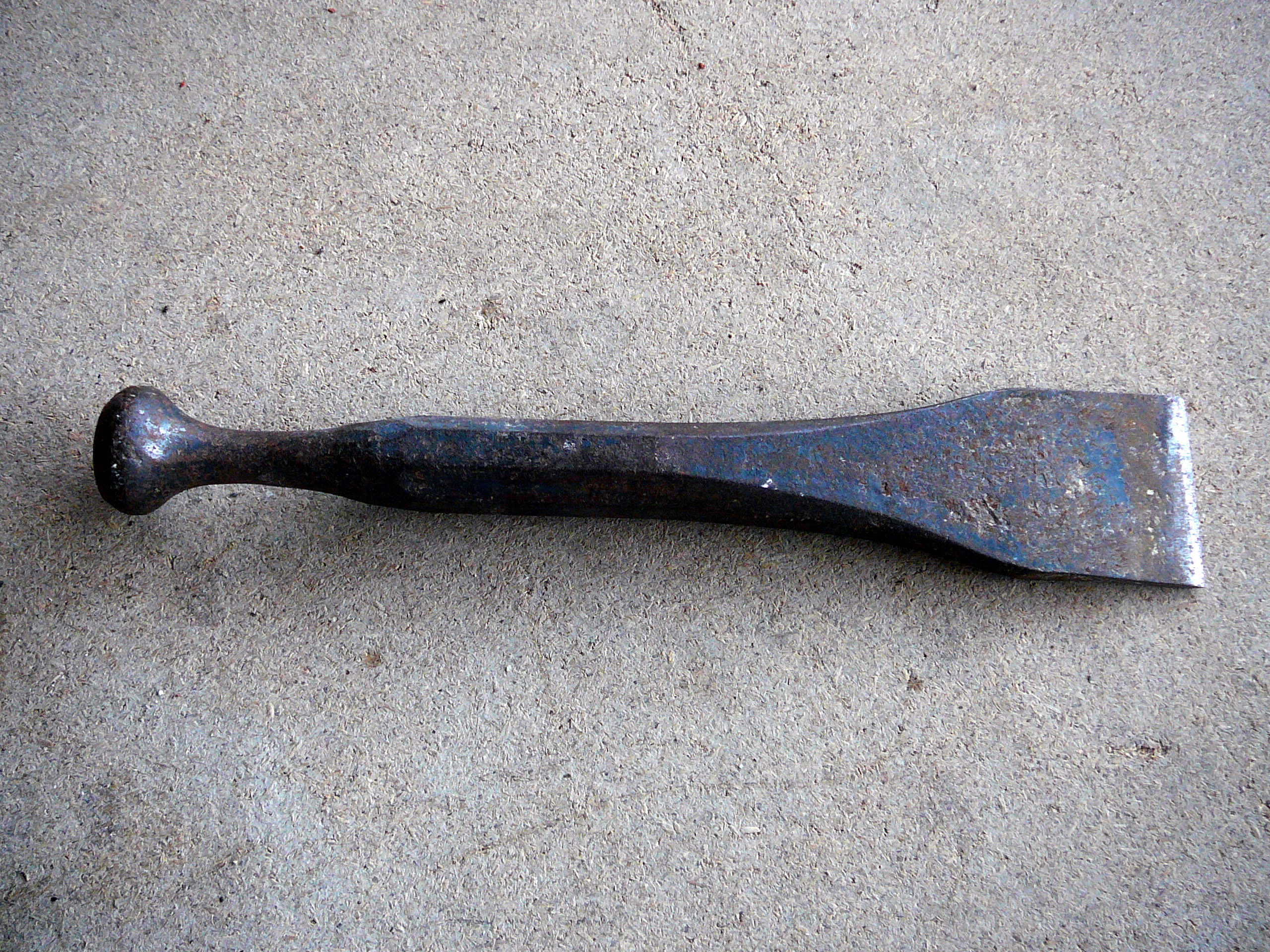
Ciseau à pierre
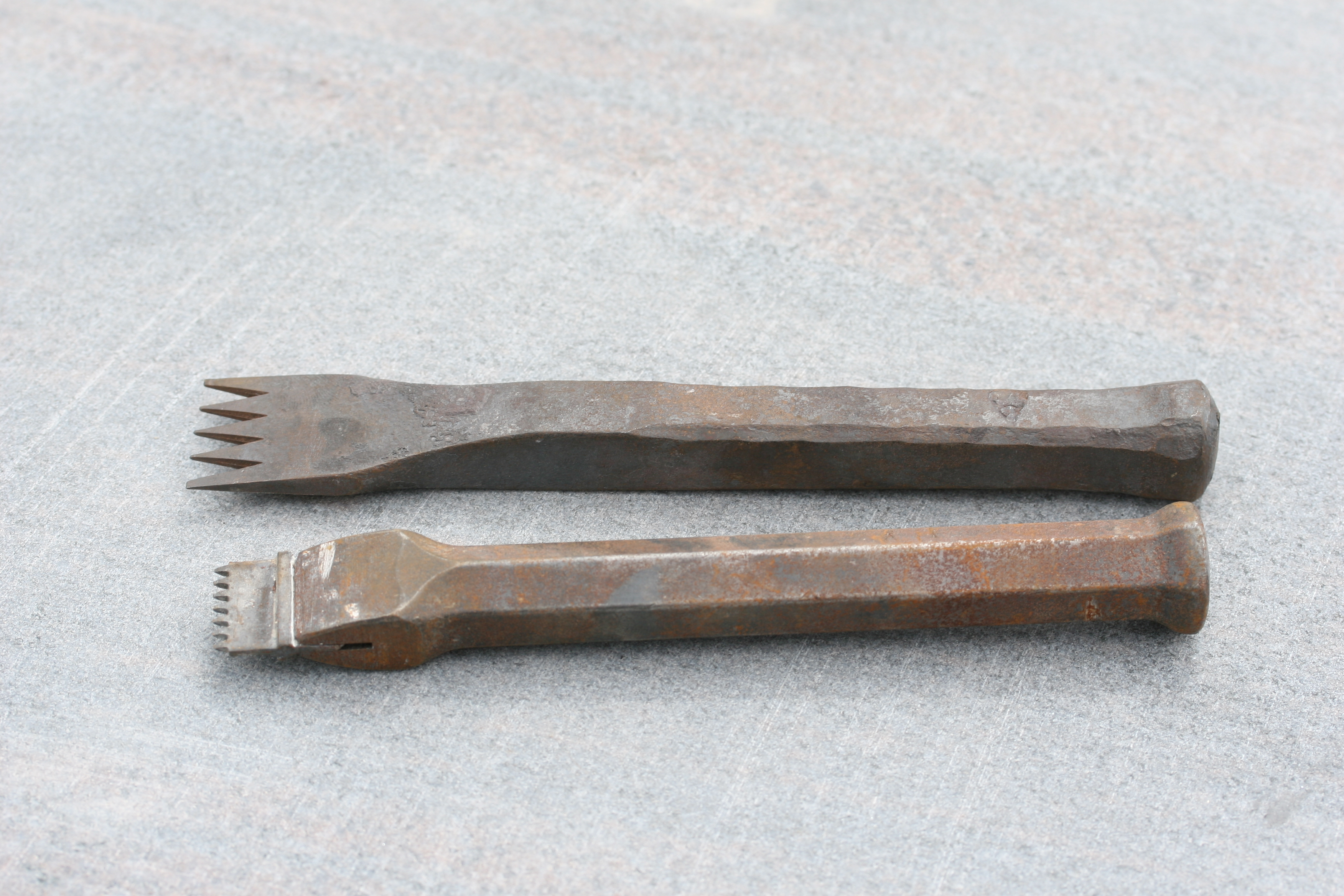
Gradine
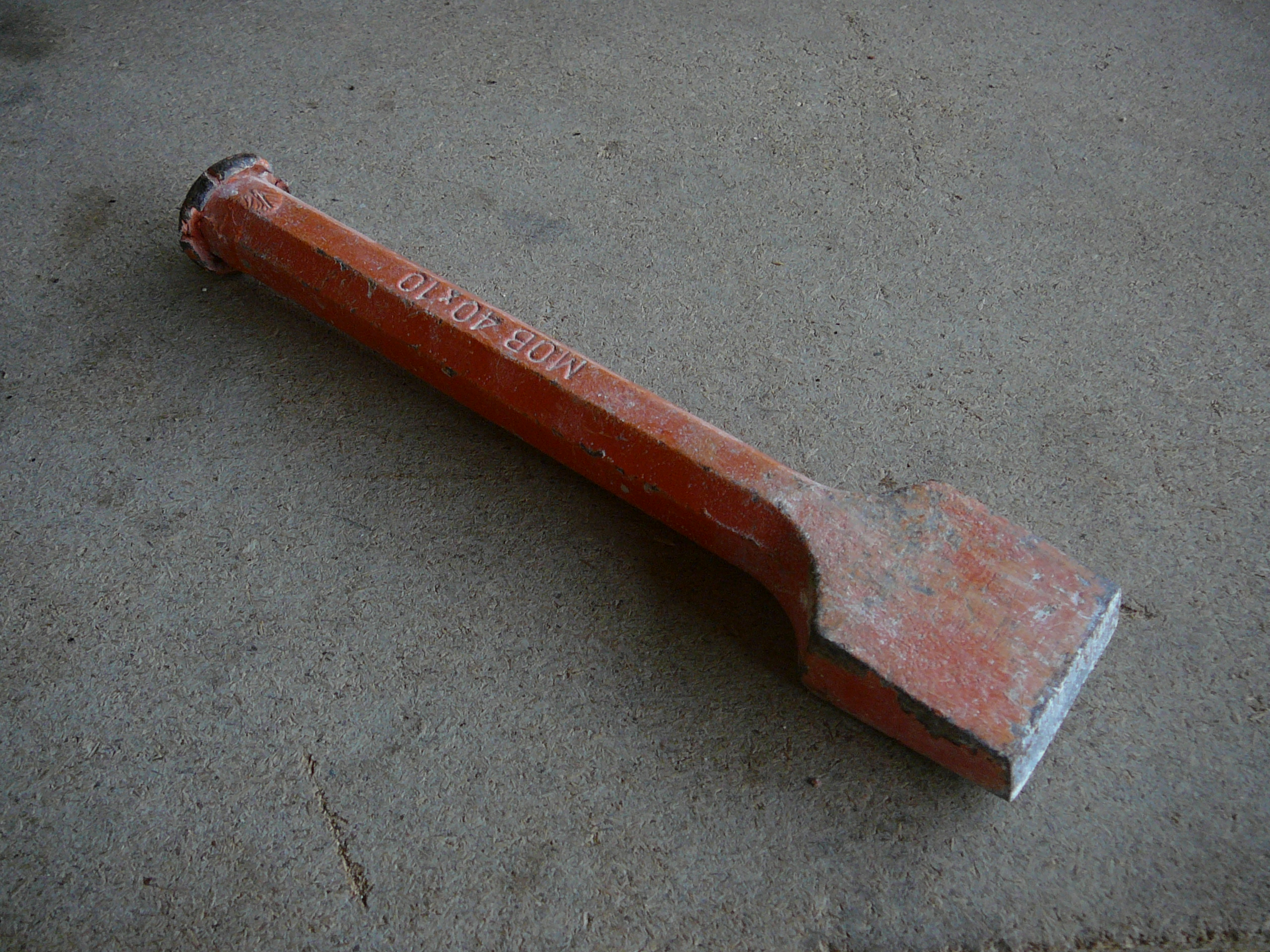
Chasse
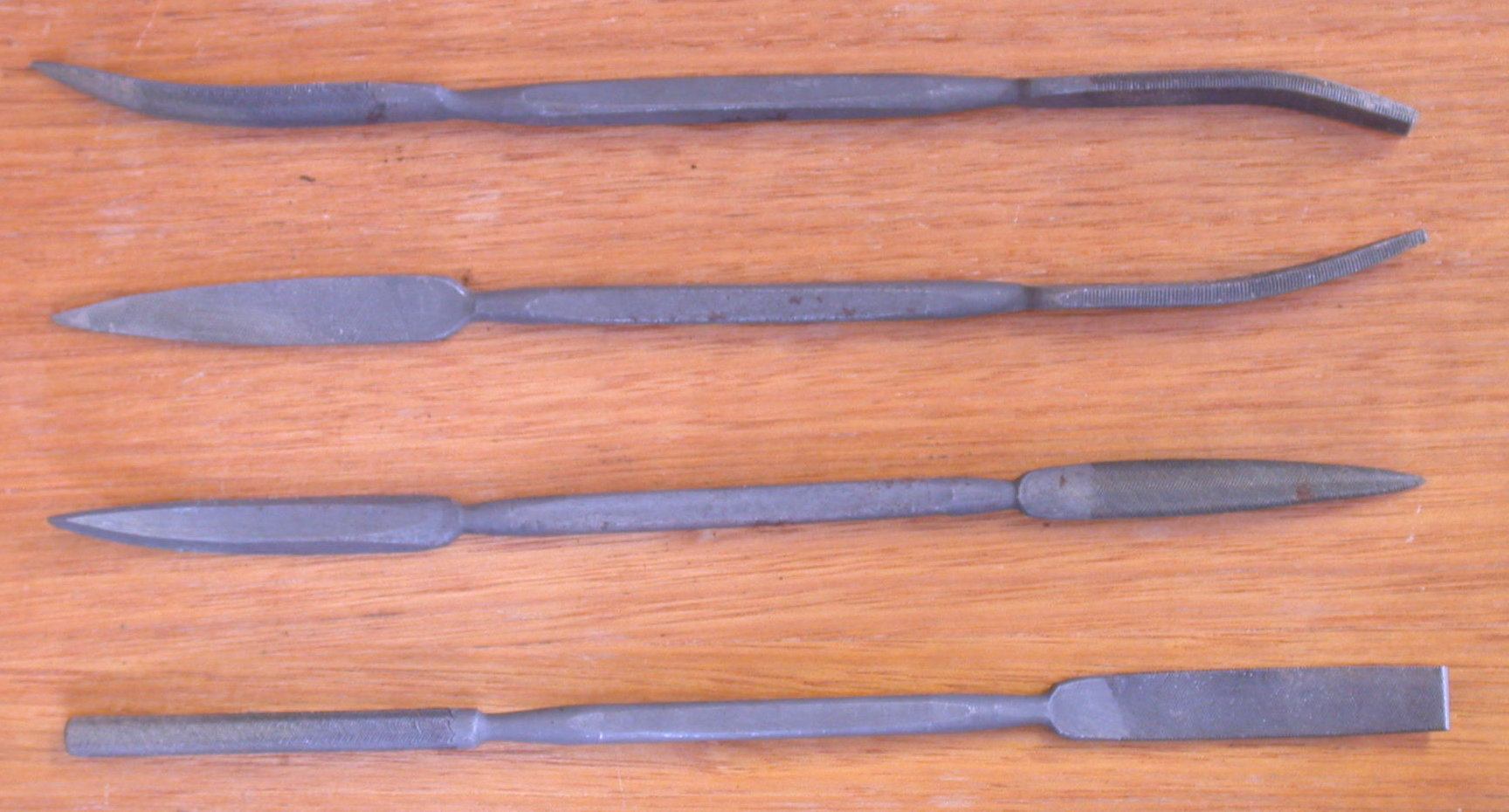
Rifloirs

## Sources et références
- La sculpture sur pierre, Josepmaria Teixidó i Camí et Jacinto Chicarro Santamera, Gründ, 2001.
- La sculpture sur pierre: premières notions, Hervé Eveno, Éditions Dessain et Tolra, 1977.